# Strokovnjak
Strokovnjak (s tujko ekspert) je človek, ki dobro obvlada določeno stroko in se nanjo spozna.
Raziskave o strokovni ekspertnosti so še v povojih. V zvezi z merjenjem ekspertnosti na delovnem mestu lahko v tujini zasledimo naglo rastoče število raziskav, vendar van der Heijdan (2002) ocenjuje, da se premalo raziskav posveča splošnemu vpogledu v koncept. Omenjeni koncept se znova in znova dokazuje kot zelo pomemben vir medosebnih razlik tako na področju organizacijske psihologije, kot tudi drugje. Torraco in Swanson ugotavljata, da je organizacijski uspeh odvisen od zmožnosti organizacije, da optimalno uporabi ekspertnost svojih zaposlenih. Z drugimi besedami, organizacijska uspešnost je odvisna od zmožnosti razvoja in upravljanja s človeškimi viri, kamor sodijo znanje, kompetence in ekspertnost zaposlenih.
Ekspertnost, kot jo definirata Swanson in Holton, zajema vedenja znotraj določene specializirane domene, ki se konsistentno kažejo kot optimalno učinkovita v svoji izvedbi in učinkovita v svojem rezultatu. Eksperti torej posedujejo določene kompetence, ki pa jim morajo po mnenju Herling in Provo znati uporabiti v različnih situacijah. Definirane so kot skupek med seboj povezanega znanja, veščin, izkušenj in stališč v zvezi z določenim delom oz. področjem. Individualna ekspertnost je specifična glede na domeno.

## Dosedanje raziskave
Študije ekspertnosti sledijo diferencialnem pristopu, ki razločuje med eksperti in novinci znotraj iste domene na eni strani in z ljudmi izven te domene na drugi strani. Obstaja tudi razvojna komponenta: raziskave ekspertnosti opisujejo razvoj eksternosti v različnih domenah in iščejo tiste vzorce razvoja ter učenja, ki so posplošljiva za vsa področja dela.
Najpomembnejše ugotovitve v raziskovanju ekspertnosti so:
1. Zanesljivi vrhunski dosežki: ekspertnost se med drugim kaže z zanesljivo superiornimi dosežki pri reprezentativnih nalogah (Ericsson, 1998, 1999);[5]
2. Zavestno prakticiranje: pregledi literature so pokazali, da je potrebno razširjeno prakticiranje nalog v neki domeni zato, da bi dosegli visok nivo strokovnosti. Gre za sistematično treniranje, ki je vedno usmerjeno v izboljšanje dosežkov v neki domeni. To vključuje ustrezne treninge in naloge, koncentracijo in samo-regulativno učenje (Ericsson, 2006).[5] Duckworth Peterson, Matthews in Kelly (2007; v: Mieg, 2009) so ugotovili, da je za doseganje težkih, dolgoročnih ciljev poleg trdne volje potrebna tudi osredotočena uporaba talenta v času;
3. Kognitivna adaptacija: gre za adaptacije ekspertnih veščin glede na specifično delovno okolje.[5] Eksperti razvijejo določene funkcije: proceduralno kognitivne reprezentacije, ki temeljijo na integrirani reprezentaciji znanja. Tako eksperti razumejo določen primer kot del zbirke strukturiranega znanja, so se naučili osredotočati relevantne vidike primera, ki je prisoten znotraj neke domene (Feltovich, Prietula in Ericsson, 2006).[5] Čeprav eksperti razumejo posamezen problem kot del svojega strukturiranega znanja, so se naučili osredotočanja na relevantne vidike problematike znotraj domene svojega dela;
4. Specifičnost domene: superiorne veščine, ki jih posameznik osvoji znotraj ene domene ne more biti preneseno v drugo domeno.[5] Znanstvena ekspertnost se ne da prenesti preko mej različnih disciplin (npr., Voss, Greene, Post in Penner, 1983; Voss, Tyler in Yengo, 1983);[5]
5. Deset-letno pravilo: zato, da nekdo postane ekspert na določenem področju je potrebno veliko časa. Simon (1973)[5] je ugotovil, da mora posameznik, ki igra šah, vložiti 10 000-50 000 ur v učenje, zato da bi dosegel mojstrski nivo. Ericsson in sodelavci (1993)[5] so našli podobne dokaze tudi v drugih področjih kot je šport, glasba, znanost, igre in specializirane strokovne naloge kot je zdravstvena diagnoza z rentgenskimi žarki.

## Faktorska struktura ekspertnosti
Vključenost in trud je pomemben motivator pri oblikovanju domene, posebno skozi definicijo profesionalnih standardov in kriterijev rezultata znotraj domene (Mieg, 2008a). Lahko se kaže v pisanju knjig, vzpostavljanju novih strokovnih metod, lahko z ustanavljanjem ali upravljanjem strokovnih društev ali šol oz. z izkazovanjem najboljše strokovne prakse. Drugi pomembni vidik ekspertnosti je motivacijski faktor za razvoj tako odličnosti znotraj domene kot odličnost same domene. Po Friedsonu (2001) se ta ekspertnost imenuje profesionalnost. Taki posamezniki z visokim nivojem vključenosti si pripravljeni investirati svoj čas in denar, včasih tudi počitnice, da bi se vključevali v karierne oz. delovno specifične aktivnosti.
Mieg je v raziskavi na vzorcu švicarskih strokovnjakov s področja naravoslovja preverjal konstrukt ekspertnosti. Preučeval je tri temeljna področja ekspertnosti: superiornost rezultatov, zavestno prakticiranje in kognitivno adaptacijo. Rezultati nakazujejo na dvofaktorsko strukturo, in sicer profesionalnost in odličnost. Slednja je po njegovih rezultatih visoko povezano s starostjo in številom let v praksi ter je nekoliko bolj značilna za moške. Profesionalnost je po drugi strani s starostjo in številom let nekoliko negativno povezana. Profesionalnost se nanaša na strokovno udejstvovanje in je povezana z namenskim vlaganjem truda v svojo domeno dela.
Mieg je preverjal tudi prediktorje ekspertnosti z 12 ključnimi kompetencami, ki jih razdeli v tri kategorije: interaktivna uporaba orodij, interakcije s socialno raznolikimi skupinami in avtonomno delovanje. Vključi tudi tri generalne pokazatelje zmožnosti učenje učenja: pripravljenost za učenje, sistematično mišljenje in organizacijske spretnosti. Ugotovil je, da se število let v praksi in domena delovanja povezujeta z odličnostjo, zmožnost spremembe perspektive, sistematično mišljenje, pripravljenost za učenje in iskanje informacij ter posredno pripadnost stroki napovedujejo profesionalnost.

## Merjenje ekspertnosti
V Sloveniji še ni ustreznega psihološkega merskega pripomočka, ki bi ga lahko uporabili v namene merjenja ekspertnosti na delovnem mestu. Na oddelku za psihologijo na Filozofski fakulteti v Ljubljani se pripravlja ustrzen pripomoček, vendar postopek prevajanja tujega vprašalnika in validacija le-tega še ni zaključena.

### Vprašalnik ekspertnosti
Vprašalnik ekspernosti (Boštjančič, Bračič in Ivančič, 2014) je prevod in priredba vprašanika, ki so ga prvič leta 2001 v Švici uporabili de Sombre in sodelavci, kasneje pa ga je v svoji raziskavi o ekpertnosti na delovnem mestu porabil Mieg (2009). Gre za preprost samo-ocenjevalni vprašalnik z devetimi postavkami, ki meri profesionalnost in odličnost kot komponenti ekspertnosti. Z njim lahko prepoznamo posameznike, ki so na svojem mestu že eksperti in tiste, ki so na tem, da to postanejo. Zanesljivsot vprašalnika je 0,85. Vprašalnik ima pomembno aplikativno vrednost, saj je z njegovo uporabo olajšano upravljanje z zaposlenimi ter načrtovanje njihovega izpopolnjvanja in izobraževanja.